# Perfect Dark Zero
Perfect Dark Zero és un videojoc d'acció en primera persona desenvolupat per Rare i distribuït per Microsoft, exclusiu de la consola de joc Xbox 360. Lloc a la venda com títol de llançament en Nord-amèrica, Europa, Austràlia i Japó.
Pel que fa a l'argument, Perfect Dark Zero és una protoseqüela del joc de Nintendo 64 Perfect Dark, llançat en 2000. Zero pren lloc en l'any 2020, presentant els esdeveniments succeïts tres anys abans del primer Perfect Dark. Així mateix la història de Joanna Dark contínua en les novel·les de ficció titulades Initial Vector i Second Front.

## Història
L'acció ens transportarà l'any 2020, tres anys abans de Perfect Dark, per a Nintendo 64.
Concepte:
Una guerra secreta ha començat entre les sospitoses companyies inclinades cap al domini mundial. Joanna Dark i el seu pare Jack estan ficats en un plet pel futur del planeta. Una missió rutinària encadena una conspiració global que canviarà la destinació de Joanna para sempre.
Deuràs guiar a Joanna Dark en esta aventura per a convertir-se en l'agent perfecta. Presentant una història captivant, Perfect Dark Zero submergeix als jugadors en el món corporatiu d'espionatge i conspiració.

## Característiques del joc
El joc permet, a través del sistema de Xbox Live fins a un màxim de 32 jugadors simultàniament (Cap destacar que fins a la data és l'únic joc que accepta aquesta capacitat de jugadors).
El joc inclou les modes de joc: Estadi de Combat i Missions.

### Missions
El mode Missions o Mode Història, compte amb un total de 13 missions, les quals es poden jugar, ja siga en Mode Solitari o Mode Cooperatiu (2 jugadors màxim en Xbox Live, localment o interconnexió), que es poden jugar en 4 diferents nivells de dificultat que a continuació es mostren:
- Agent: Aquest el nivell més fàcil de dificultat. Recomanat per a nous jugadors en el gènere.
- Agent Secret: Nivell per a jugadors un poc més experimentats.
- Agent Perfecte: Nivell de dificultat més alt disponible al principi. Recomanat per a jugadors que compten amb gran experiència en el gènere.
- Agent Clandestí: Nivell de dificultat més alt disponible. Únicament es pot jugar aquesta dificultat a l'haver completat totes les missions en el nivell Agent Perfecte, ja siga en Solitari o Cooperatiu.